# Базар-Коргонский район
Базар-Коргонский район, также Базаркоргонский (кирг. Базар-Коргон району) — административная единица Джалал-Абадской области Кыргызстана. Административный центр — город Базар-Коргон.

## География
Район расположен к северо-западу от областного центра — города Джалал-Абада, на высоте 1200 метров над уровнем моря, в северной окраине Ферганской долины. Граничит с Андижанской областью Узбекистана.

## История
С 26 февраля 1938 года входил в состав Джалал-Абадского округа Киргизской ССР, с 21 ноября 1939 года — в состав новообразованной Джалал-Абадской области. 3 января 1944 года часть территории Базар-Курганского района была передана в новый Ачинский район.
Упразднялся в конце 1962 года, территория передавалась в состав Ленинского района.
Повторно образован Указом Президиума Верховного Совета Киргизской ССР от 4 мая 1978 года в составе Ошской области. Впоследствии переименован в Базар-Коргонский район.

## Население
По данным переписи населения Кыргызстана 2009 года, киргизы составляют 79 442 человека из 142 951 жителя района (или 55,6 %), узбеки — 61 777 человек или 43,2 %, уйгуры — 713 человек или 0,5 %, турки — 344 человека или 0,2 %, русские — 402 человека или 0,2 %.

## Административно-территориальное деление
В состав района входят 1 город районного значения — Базар-Коргон и 8 аильных (сельских) округов, в которых расположены 62 сельских населённых пунктов:
1. Акманский айильный аймак: с. Джаны-Акман (центр), Джараке, Кайырма, Колот, Коргон-Джар, Кош-Коргон, Таш-Булак;
2. Бешик-Жонский айильный аймак: с. Бешик-Джон (центр), Джон, Баймундуз, Карача, Кёк-Алма;
3. Арстанбапский айильный аймак: с. Арсланбоб (центр), Ак-Терек, Бель-Терек, Гава, Гумхана, Дашман, Джай-Терек, Джарадар;
4. Кызыл-Ункюрский айильный аймак: с. Кызыл-Ункюр (центр), Ак-Булак, Джаз-Кечуу, Катар-Джангак, Косо-Терек;
5. Моголский айильный аймак: с. Оогон-Талаа (центр), Бувакол, Кайнар, Кара-Ой, Кызыл-Суу, Коктонду, Чарбак, Им. Чкалова;
6. Сайдыкумский айильный аймак: с. Сайдыкум (центр), Аркалык, Джаны-Абад, Джаш-Ленин, Тынчтык, Достук, Киргиз-Гава, Кызыл-Ай, Тойчубек-Чек, Турпак-Коргон, Хаджир-Абад, Ынтымак, Чон-Курулуш;
7. Талдуу-Булакский айильный аймак: с. Каба (центр), Сары-Жайык, Катар-Жангак, Ак-Тыт, Уч-Булак, Ак-Терек, Кёк-Алма, Кыргоо;
8. Кенешский айильный аймак: с. Аук (центр), Кара-Джыгач, Кызыл-Октябрь, Могол-Коргон, Первое Мая, Сейит-Казы, Шыдыр, Коткор.